# Sistema de pago

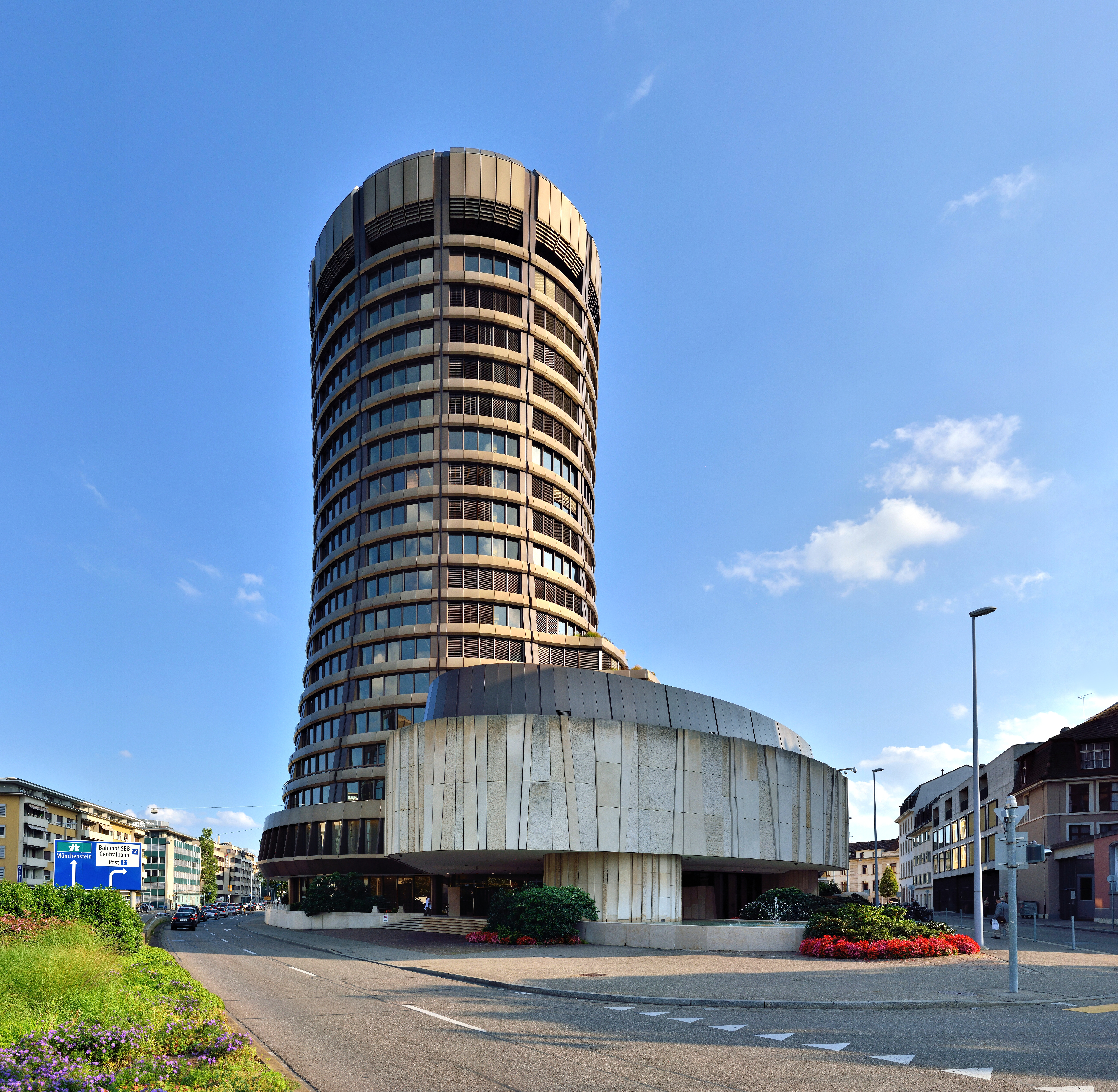
Sede del Banco de Pagos Internacionales (BPI), en Basilea (Suiza).

Un sistema de pago o medio de pago (también sistema de pago y liquidación) es un conjunto de recursos utilizados para la transferencia de dinero entre instituciones financieras. El Banco de Pagos Internacionales (BIP por sus siglas en español o BIS por su nombre Anglosajón Bank for International Settlements), define sistema de pago como “los medios a través de los cuales se transfieren fondos entre bancos”.

## Relación con Medios de pago
Son medios que agilizan la economía con intercambio relativamente rápido de fondos en un esquema moderno de manipulación de dinero, utilizando medios de pago (o Instrumentos de pago) actuando como sustitutos del “efectivo” ( cheques y cuentas corrientes, documentos negociables como cartas de crédito ) y que con el advenimiento de la informática y las telecomunicaciones se ha inclinado más a alternativas como los medios de pago electrónico que incluyen: tarjetas de débito, tarjetas de crédito, transferencias electrónicas de fondos (en inglés electronic funds transfers), tokens, depósitos o créditos directos, banca por Internet (banca virtual, banca en línea, e-banking o genéricamente banca electrónica) y comercio electrónico (cajeros automáticos y puntos de venta).

## Visión Sistemática
Lo que los hace un "sistema" es la complejidad de los elementos involucrados y la relación entre ellos. Hacen la transacción prácticamente transparente para el comprador, quien utiliza el medio de pago (en cualquier lugar) y se comunica con la institución que lo emite, y transparente para el vendedor, recibiendo el pago y comunicándose con la institución financiera que recibe el monto en su nombre o acreditándolo a su cuenta, ambos sin considerar a las organizaciones y pasos intermedios entre el pago y su liquidación.

## Operación y Crecimiento
Los sistemas de pago pueden funcionar bajo esquemas físicos o electrónicos aunque todos los estándares modernos tienden al electrónico. Cada uno tiene sus propias normas, procedimientos y protocolos que suelen estar bajo supervisión del banco central o una institución nacional. Entre las funciones del Banco Central Europeo (BCE) se encuentra explícitamente descrito que una de sus funciones es "promover el buen funcionamiento de los sistemas de pago".
Gracias a la bancarización y el comercio electrónico algunos de estos sistemas crecen a una escala global. Pese a esto la ausencia de normas (o la inexactitud de las existentes), la frágil interdependencia que han creado estos sistemas, y las crisis financieras llevaron a la creación de organismos para “mantener la estabilidad financiera mediante el fortalecimiento de la infraestructura de financiación”  como el Comité de Sistemas de Pago y Liquidación (CPSS por sus siglas en inglés, Committee on Payment and Settlement Systems). Estos organismos han creado documentos de operación a modo de sugerencias que, en busca de confiabilidad internacional, los países adoptan como estándares nacionales entre ellos los “Principios Básicos para los Sistemas de Pago de Importancia Sistémica”.
Otro mecanismo creado con el interés de "reforzar los sistemas que los países tienen establecidos", son los Informes sobre Observancia de Códigos y Normas (IOCN), promovidos por el Fondo Monetario Internacional (FMI) y el Banco Mundial (BM).
Uno de los antecedentes más importantes en supervisión de sistemas de pago se remonta a 1989, cuando los miembros del G10 crearon un comité ad hoc para tratar asuntos concernientes a los "Sistemas de Compensación Interbancaria", el entonces director general del BPI (Alexandre Lamfalussy) encabezó el estudio que incluía cuestiones sobre sistemas de compensación interbancaria transfronterizos y multi-divisa. Su informe de 1990, habla de los estándares mínimos para su buen funcionamiento en su modalidad bilateral y multilateral, y establece el marco de los bancos centrales del G10 para la supervisión conjunta de esos sistemas. A las recomendaciones aparecidas en el “Informe  Lamfalussy” se le conocen como los principios o estándares de Lamfalussy.
Formas específicas de los sistemas de pago se utilizan para liquidar las transacciones financieras tanto a nivel nacional e internacional mediante compensación y liquidación en tiempo real o utilizando la red SWIFT.
En el año 2008 se realizó la “Encuesta Global del Banco Mundial sobre Sistemas Pago 2008” (Payment Systems Worldwide Global Payment Systems Survey 2008), ese mismo año el trabajo de Cirasino y García (2008) “Midiendo el Desarrollo de Sistemas de Pago” (Measuring Payment Systems Development), presenta una metodología de evaluación y los niveles de desarrollo de los sistemas de pago en todos los países participantes. Una nueva versión Payment Systems Worldwide Global Payment Systems Survey 2010 fue publicada posteriormente. Este último elaborado por el Grupo para el Desarrollo de Sistemas de Pago del Banco Mundial (PSDG por sus siglas en inglés Payment Systems Development Group). Los distintos productos que se presentan en este estudio, incluyendo el cuestionario detallado que se ha utilizado para estudiar los bancos centrales de todo el mundo, fueron producidos por un equipo bajo la dirección de Massimo Cirasino

## Documentos sobre Sistemas de pago
Explicación de sistemas de pago en:
- El Banco de México, banco central del Estado Mexicano.
- Banco de Inglaterra Archivado el 3 de agosto de 2012 en Wayback Machine..
- Banco de España.